# Antonina Salamon
Antonina Salamon ps. „Habrowa” (ur. 16 stycznia 1893 w Warszawie, zm. 4 sierpnia 1971 w Legionowie) – polska działaczka komunistyczna i społeczna.

## Życiorys
Urodziła się w rodzinie robotniczej, była pracownikiem niewykwalikowanym. Od maja 1942 należała do Polskiej Partii Robotniczej, w jej mieszkaniu w Legionowie odbywały się zebrania komórki PPR. Kolportowała prasę konspiracyjną, była łączniczką, ukrywała poszukiwanych członków PPR i Gwardii Ludowej. Po wyzwoleniu Legionowa z okupacji hitlerowskiej należała do organizatorów miejskiej rady narodowej i samorządu gminnego. Współorganizowała legionowski oddział Ligi Kobiet Polskich i Komitet Pomocy Społecznej, a także gminnych struktur Gminnej Spółdzielni „Samopomoc Chłopska”, przez wiele lat była członkiem Polskiej Zjednoczonej Partii Robotniczej. Za aktywną działalność społeczną była wielokrotnie nagradzana i odznaczana m.in. Krzyżem Kawalerskim Orderu Odrodzenia Polski, Odznaką Grunwaldzką i Brązowym Krzyżem Zasługi. 